# Georgij Tasin
Georgij Tasin (russisk: Георгий Николаевич Та́син) (født 10. marts 1895 i Sjumjatji i det Russiske Kejserrige, død 6. maj 1956 i Kijev i Sovjetunionen) var en sovjetisk filminstruktør og manuskriptforfatter.

## Filmografi
- Natkabine (Ночной извозчик, 1928)[1][2]
- Nasar Stodolja (Назар Стодоля, 1936)